# Estación de El Papiol
El Papiol es una estación de la línea R4 de Rodalies Renfe de Barcelona situada en el municipio homónimo. Forma parte de la línea de Villafranca, que une Barcelona y San Vicente de Calders por el interior a través de las comarcas del Bajo Llobregat, Alto Panadés y el Bajo Panadés.

## Tarifa plana
Esta estación está dentro de la tarifa plana del área metropolitana de Barcelona, cualquier trayecto entre dos de los municipios de la área metropolitana de Barcelona se contará como zona 1.

## Servicios ferroviarios
| << cabecera                                              | < estación    | línea | estación >    | cabecera >>     |
| -------------------------------------------------------- | ------------- | ----- | ------------- | --------------- |
| Rodalies de Catalunya de Renfe                           |               |       |               |                 |
| San Vicente de Calders Villafranca del Panadés Martorell | Castellbisbal |       | Molins de Rey | Tarrasa Manresa |

- Datos: Q387929
- Multimedia: El Papiol train station / Q387929